# Arkayic Revolt
Arkayic Revolt ist eine kanadische Thrash-Metal-Band aus Windsor, die 2008 gegründet wurde.

## Geschichte
Die Band wurde Anfang 2008 von dem Gitarristen Darryl Fletcher und dem Schlagzeuger Brett Swan gegründet. Kurze Zeit später stieß der befreundete Gitarrist Mike Hartigan, der gerade zurück nach Windsor zog, hinzu. Daraufhin begannen sie damit, vorher geschriebene Lieder gemeinsam auszuarbeiten sowie an neuen zu schreiben. Im Herbst begab sich die Band in die Sound Foundry Studios, um ein erstes Demo aufzunehmen. Währenddessen machte sich die Gruppe auf die Suche nach einem Sänger. Für das Demo übernahm Fletcher den Gesang, woraufhin entschieden wurde, dass er diesen Posten permanent übernehmen sollte. Da die Band von der Qualität der Aufnahmen überzeugt war, entwickelte sich das Demo zur EP Undead Man Walking. Anfang 2009 wurde die EP veröffentlicht, wovon sich rund 200 Kopien absetzten. Durch den Tonträger und durch ihr Profil auf Myspace konnte die Gruppe ihre Bekanntheit steigern, wodurch sie einen Plattenvertrag bei Punishment 18 Records erreichte. Im Herbst wurde daraufhin das Debütalbum Death's River aufgenommen und Anfang 2010 veröffentlicht. Nach der Veröffentlichung plante die Band live aufzutreten, jedoch musste Brett Swan auf unbestimmte Zeit wegen seiner Arbeit die Stadt verlassen. Nach ein paar Monaten trennte sich die Band von ihm und machte sich auf die Suche nach einem neuen Schlagzeuger. Da sie lokal nicht fündig wurde, weitete die Band ihre Suche auf das Internet aus, woraufhin sie in Ingersoll fündig wurde. Fletcher und Hartigan verlegten daraufhin den Sitz der Band nach London, das in der Nähe von Ingersoll liegt. Anfang 2011 kristallisierte sich heraus, dass der neue Schlagzeuger nicht genügend Zeit hatte, um kontinuierlich in der Band involviert zu sein, sodass Arkayic Revolt wieder ohne Schlagzeuger war. Fletcher und Hartigan nahmen daraufhin ein neues Lied in den Emac Studios in London auf. Als Session-Mitglieder waren hierbei der Schlagzeuger Will Mulligan und der Bassist Aaron Palmer tätig. Nach den Aufnahmen kamen der Schlagzeuger Pete W. und der Bassist Brian Laine als neue Mitglieder zur Besetzung. Beide waren bereits langjährige Freunde und hatten zuvor gemeinsam in anderen Bands gespielt. Der erste Auftritt in neuer Besetzung fand im August zusammen mit Toxic Holocaust in London statt.

## Stil
Blizzard von metalglory.de zählte die Band in seiner Rezension zu Death's River zur zweiten Thrash-Metal-Welle. Die Gruppe orientiere sich dabei vor allem am Thrash Metal der 1980er Jahre aus der San Francisco Bay Area und São Paulo. Die Songs seien geprägt durch Staccato-Riffs und eine hohe Spielgeschwindigkeit. Auch mache die Band von Soli, mehrstimmigen Shouts und Hooklines Gebrauch. Auch Reini von stormbringer.at ordnete das Album dem Thrash Metal zu und hörte außerdem Bay-Area-Einflüsse, aber auch von der Ostküste der Vereinigten Staaten heraus. Die Musik sei „hart und einigermaßen schnell“ und ähnele denen der Labelkollegen Pitiful Reign und Ancient Dome.

## Diskografie
- 2009: Undead Man Walking (EP, Eigenveröffentlichung)
- 2010: Death's River (Album, Punishment 18 Records)
- 2011: Innocence Has Died (Single, Eigenveröffentlichung)